# Tilloy-lès-Mofflaines
Tilloy-lès-Mofflaines es una comuna francesa situada en el departamento de Paso de Calais, en la región de Alta Francia.

## Demografía
| 679 | 773 | 744 | 806 | 1309 | 1329 | 1564 |
| Para los censos de 1962 a 1999 la población legal corresponde a la población sin duplicidades (Fuente: INSEE [Consultar]) |     |     |     |      |      |      |